# Ланодьєр
Ланодьє́р (фр. Lanaudière) — адміністративний регіон у провінції Квебек (Канада), розташований приблизно за 30 кілометрів (на північному сході) від міста Монреаль. У списку регіонів має умовний номер «14».
Столиця регіону — місто Жольєт (Joliette) .